# Ross Barkley
Pour les articles homonymes, voir Barkley.
Ross Barkley, né le 5 décembre 1993 à Liverpool, est un footballeur international anglais qui joue au poste de milieu de terrain à l'Aston Villa FC.

## Biographie

### Carrière en club

#### Débuts à Everton
Né à Liverpool d'un père d'origine nigériane et d'une mère anglaise, Ross Barkley rejoint l'équipe Everton à l'âge de onze ans.
Lors de la pré-saison 2010-2011, Tim Cahill le qualifie de joueur « le plus talentueux avec lequel il a travaillé ». Au cours de cette même saison 2010-2011, il est pour la première fois retenu sur la feuille de match en tant que remplaçant. Son retour de blessure au genou s'est donc soldé par une promotion en équipe première. Ross Barkley dispute son premier match en équipe première le 20 août 2011 face aux Queens Park Rangers (défaite 0-1), match où il sera élu Homme du match par Radio City Sport. Il prend part à neuf matchs toutes compétitions confondues durant sa première saison au niveau professionnel. Ses performances de haute qualité lui valent les éloges de personnalités du football, à l'instar de Martin Keown, ancien joueur pour le club, promettant que « [Barkley] sera l'un des meilleurs joueurs que l'on verra » en Angleterre. En décembre 2011, Ross Barkley prolonge à Everton en signant un contrat de quatre ans et demi.

#### Prêts lors de la saison 2012-2013
Le 14 septembre 2012, Barkley est prêté pour un mois à Sheffield Wednesday (D2 anglaise). Il marque, la semaine suivante, son premier but face à Bolton sur penalty. Le 22 octobre suivant, ce prêt est prolongé. Il marque 4 buts en 13 matchs sous le maillot des Owls. En janvier 2013, il est prêté pour un mois à un autre club de D2 anglaise, Leeds United et fait ses débuts pour le club dans un match derby face à Barnsley. Il dispute quatre matchs pour l'équipe.

#### Retour à Everton
Ross Barkley revient à Everton pour la saison 2013-2014 et réintègre l'équipe première. Il marque son premier but pour le club face à Norwich City (2-2) et est nommé homme du match. Au cours de la première partie de la saison, Barkley est nommé à de multiples reprises homme du match, notamment contre Arsenal ou Swansea face auxquels il marque le coup franc victorieux.
En mars 2014, Barkley marque un superbe but face à Newcastle, partant de sa propre surface pour placer la balle dans les filets. Everton continue toujours de croire à la qualificaiton pour la Ligue des champions pour la saison prochaine. Le 18 avril, il fait partie des nommés pour le PFA Young Player of the Year..
Le 29 juillet 2014, il signe un nouveau contrat qui le lie à Everton jusqu'en 2018. Avant le début de la saison, Barkley se blesse au niveau du ligament collatéral tibial, le rendant indisponible pendant huit semaines. Il effectue son retour le 18 octobre 2014 en remplaçant Romelu Lukaku face à Aston Villa. (3-0) Il inscrit son premier but de la saison 2014-2015 contre QPR le 15 décembre.
Il commence la saison 2015-2016 en inscrivant deux buts sur les deux premiers matchs pour Everton. Cette saison, il prend part à l'intégralité des trente-huit matchs d'Everton en Premier League, inscrivant huit buts et délivrant neuf passes décisives.
Lors de l'été 2017, Ross Barkley refuse de prolonger son contrat avec Everton. Ronald Koeman, alors entraîneur des Toffees, explique que le joueur lui a fait part de ses envies de changer de club. Dans le même temps, l'international anglais se blesse à la cuisse et doit être opéré, sa durée d'indisponibilité étant estimée à trois mois. Approché par Tottenham et Chelsea, Barkley fait quand même l'objet d'une offre des Blues d'abord rejetée par son club le 30 août 2017. Le lendemain, Chelsea transmet une offre supérieure aux dirigeants d'Everton qui acceptent finalement que le milieu de terrain soit transféré au club londonien. Plusieurs médias annoncent alors que Barkley passe sa visite médicale le soir-même, date de fermeture du marché des transferts, avant de se raviser et de décider de rester à Everton. Le 2 septembre suivant, Ross Barkley publie un communiqué sur son compte Twitter démentant avoir passé la visite médicale à Chelsea et expliquant vouloir attendre jusqu'au mois de janvier pour évaluer ses options une fois complètement rétabli.

#### Chelsea FC
Le 5 janvier 2018, Ross Barkley s'engage finalement pour cinq ans avec Chelsea. Le 25 janvier suivant, il prend part à son premier match sous le maillot des Blues en entrant en cours de jeu contre Arsenal en League Cup (défaite 2-1).
Le 7 octobre 2018, il inscrit son premier but avec Chelsea à l'occasion d'une rencontre de Premier League contre Southampton (0-3). Le 20 octobre 2018, il marque un but dans les arrêts de jeu qui permet à Chelsea de prendre un point contre Manchester United (2-2). Une semaine plus tard, Barkley est de nouveau buteur lors de la victoire des Blues contre Burnley (0-4). Ses bonnes prestations lors de ce mois d'octobre 2018 lui permettent de figurer parmi les six nommés pour le titre de joueur du mois de Premier League. Moins utilisé en 2019-2020, Ross Barkley ne joue qu'une trentaine de matchs toutes compétitions confondues sous le maillot de Chelsea.

#### Prêt à Aston Villa
Le 30 septembre 2020, Barkley est prêté pour une saison à Aston Villa. Le 4 octobre suivant, il joue son premier match avec Villa en étant titularisé contre Liverpool. Il inscrit également son premier but avec Aston Villa au cours de ce match, remporté 7-2 par son équipe.

#### OGC Nice
Il s'engage à l'OGC Nice, libre de tout contrat, le 4 septembre 2022.

### Carrière internationale
Le 6 septembre 2013, il fait ses débuts avec l'équipe d'Angleterre face à la Moldavie. En mai 2014, il est sélectionné par Roy Hodgson pour disputer la Coupe du monde 2014 au Brésil. Le 5 septembre 2015, Barkley inscrit son premier but en sélection lors de la victoire des Anglais sur Saint-Marin (0-6) dans le cadre des éliminatoires de l'Euro 2016.
Le 16 mai 2016, il est convoqué en équipe d'Angleterre par le sélectionneur Roy Hodgson pour faire partie du groupe anglais lors de l'Euro 2016.

## Style de jeu
En 2013, l'entraîneur d'Everton, Roberto Martínez, a décrit Barkley comme un mélange de Paul Gascoigne et Michael Ballack. L'entraîneur de l'Angleterre, Roy Hodgson, a déclaré que la "vitesse et la puissance" de Barkley ainsi que son "excellente technique" rappellent Paul Gascoigne, et Frank Lampard a déclaré que Barkley lui rappelle un jeune Wayne Rooney. Barcelona milieu de terrain Xavi a déclaré en novembre 2014 que Barkley est assez bon pour jouer pour le La Liga club, louant ses qualités physiques et techniques dans les deux surfaces de réparation.

## Statistiques

### Statistiques détaillées
| Saison                | Club                       | Championnat           | Championnat | Championnat | Championnat | Coupe nationale | Coupe nationale | Coupe nationale | Coupe de la Ligue | Coupe de la Ligue | Coupe de la Ligue | Supercoupe | Supercoupe | Supercoupe | Compétition(s) continentale(s) | Compétition(s) continentale(s) | Compétition(s) continentale(s) | Compétition(s) continentale(s) | Supercoupe UEFA | Supercoupe UEFA | Supercoupe UEFA | Angleterre | Angleterre | Angleterre | Total | Total | Total |
| Saison                | Club                       | Division              | M.          | B.          | P.d.        | M.              | B.              | P.d.            | M.                | B.                | P.d.              | M.         | B.         | P.d.       | Comp.                          | M.                             | B.                             | P.d.                           | M.              | B.              | P.d.            | M.         | B.         | P.d.       | M.    | B.    | P.d.  |
| 2011-2012             | Everton FC                 | Premier League        | 6           | 0           | 0           | 1               | 0               | 0               | 2                 | 0                 | 1                 | -          | -          | -          | -                              | -                              | -                              | -                              | -               | -               | -               | -          | -          | -          | 9     | 0     | 1     |
| 2012-2013             | Everton FC                 | Premier League        | 7           | 0           | 0           | 1               | 0               | 0               | 1                 | 0                 | 0                 | -          | -          | -          | -                              | -                              | -                              | -                              | -               | -               | -               | -          | -          | -          | 9     | 0     | 0     |
| 2013-2014             | Everton FC                 | Premier League        | 34          | 6           | 1           | 3               | 1               | 1               | 1                 | 0                 | 0                 | -          | -          | -          | -                              | -                              | -                              | -                              | -               | -               | -               | 9          | 0          | 1          | 47    | 7     | 3     |
| 2014-2015             | Everton FC                 | Premier League        | 29          | 2           | 2           | 2               | 0               | 0               | -                 | -                 | -                 | -          | -          | -          | C3                             | 5                              | 0                              | 1                              | -               | -               | -               | 8          | 2          | 1          | 44    | 4     | 4     |
| 2015-2016             | Everton FC                 | Premier League        | 38          | 8           | 9           | 4               | 2               | 2               | 6                 | 2                 | 1                 | -          | -          | -          | -                              | -                              | -                              | -                              | -               | -               | -               | 5          | 0          | 1          | 53    | 12    | 13    |
| 2016-2017             | Everton FC                 | Premier League        | 36          | 5           | 8           | 1               | 0               | 0               | 2                 | 1                 | -                 | -          | -          | -          | -                              | -                              | -                              | -                              | -               | -               | -               | -          | -          | -          | 39    | 6     | 8     |
| 2017-2018             | Everton FC                 | Premier League        | -           | -           | -           | -               | -               | -               | -                 | -                 | -                 | -          | -          | -          | -                              | -                              | -                              | -                              | -               | -               | -               | -          | -          | -          | 0     | 0     | 0     |
| Sous-total            | Sous-total                 | Sous-total            | 150         | 21          | 20          | 12              | 3               | 3               | 12                | 3                 | 2                 | -          | -          | -          | -                              | 5                              | 0                              | 1                              | -               | -               | -               | 22         | 2          | 3          | 201   | 29    | 29    |
| 2012-2013             | Sheffield Wednesday (prêt) | Championship          | 13          | 4           | 0           | -               | -               | -               | -                 | -                 | -                 | -          | -          | -          | -                              | -                              | -                              | -                              | -               | -               | -               | -          | -          | -          | 13    | 4     | 0     |
| 2012-2013             | Leeds United (prêt)        | Championship          | 4           | 0           | 1           | -               | -               | -               | -                 | -                 | -                 | -          | -          | -          | -                              | -                              | -                              | -                              | -               | -               | -               | -          | -          | -          | 4     | 0     | 1     |
| 2017-2018             | Chelsea FC                 | Premier League        | 2           | 0           | 0           | 1               | 0               | 0               | 1                 | 0                 | 0                 | -          | -          | -          | -                              | -                              | -                              | -                              | -               | -               | -               | -          | -          | -          | 4     | 0     | 0     |
| 2018-2019             | Chelsea FC                 | Premier League        | 27          | 3           | 5           | 3               | 0               | 0               | 5                 | 0                 | 0                 | 1          | 0          | 0          | C3                             | 12                             | 2                              | 1                              | -               | -               | -               | 6          | 2          | 1          | 54    | 7     | 7     |
| 2019-2020             | Chelsea FC                 | Premier League        | 21          | 1           | 4           | 5               | 3               | 0               | 1                 | 1                 | 0                 | -          | -          | -          | C1                             | 3                              | 0                              | 0                              | 1               | 0               | 0               | 5          | 2          | 0          | 36    | 7     | 4     |
| 2020-2021             | Chelsea FC                 | Premier League        | 2           | 0           | 0           | -               | -               | -               | 1                 | 1                 | 0                 | -          | -          | -          | -                              | -                              | -                              | -                              | -               | -               | -               | -          | -          | -          | 3     | 1     | 0     |
| 2021-2022             | Chelsea FC                 | Premier League        | 6           | 1           | 0           | 2               | 0               | 0               | 3                 | 0                 | 0                 | -          | -          | -          | C1                             | 3                              | 0                              | 0                              | -               | -               | -               | -          | -          | -          | 14    | 1     | 0     |
| Sous-total            | Sous-total                 | Sous-total            | 58          | 5           | 9           | 11              | 3               | 0               | 11                | 2                 | 0                 | 1          | 0          | 0          | -                              | 18                             | 2                              | 1                              | 1               | 0               | 0               | 11         | 4          | 2          | 111   | 16    | 12    |
| 2020-2021             | Aston Villa (prêt)         | Premier League        | 24          | 3           | 1           |                 | -               | -               | -                 | -                 | -                 | -          | -          | -          | -                              | -                              | -                              | -                              | -               | -               | -               | -          | -          | -          | 24    | 3     | 1     |
| 2022-2023             | OGC Nice                   | Ligue 1               | 27          | 4           | 2           | 1               | 0               | 0               | -                 | -                 | -                 | -          | -          | -          | -                              | -                              | -                              | -                              | -               | -               | -               | -          | -          | -          | 28    | 4     | 2     |
| 2023-2024             | Luton Town                 | Premier League        | 32          | 5           | 4           | 4               | 0               | 2               | 1                 | 0                 | 0                 | -          | -          | -          | -                              | -                              | -                              | -                              | -               | -               | -               | -          | -          | -          | 37    | 5     | 6     |
| 2024-2025             | Aston Villa                | Premier League        | 20          | 3           | 1           | 2               | 0               | 0               | 1                 | 0                 | 0                 | -          | -          | -          | C1                             | 6                              | 1                              | 0                              | -               | -               | -               | -          | -          | -          | 29    | 4     | 1     |
| Total sur la carrière | Total sur la carrière      | Total sur la carrière | 328         | 45          | 38          | 30              | 6               | 5               | 25                | 5                 | 2                 | 1          | 0          | 0          | -                              | 29                             | 3                              | 2                              | 1               | 0               | 0               | 33         | 6          | 5          | 447   | 65    | 52    |

### Buts en sélection
| Buts internationaux de Ross Barkley | Buts internationaux de Ross Barkley | Buts internationaux de Ross Barkley           | Buts internationaux de Ross Barkley | Buts internationaux de Ross Barkley | Buts internationaux de Ross Barkley | Buts internationaux de Ross Barkley |
| 0                                   | Date                                | Lieu                                          | Adversaire                          | Score                               | Résultats                           | Compétitions                        |
| ----------------------------------- | ----------------------------------- | --------------------------------------------- | ----------------------------------- | ----------------------------------- | ----------------------------------- | ----------------------------------- |
| 1                                   | 5 septembre 2015                    | Stadio Olimpico, Serravalle, Saint-Marin      | Saint-Marin                         | 0-3                                 | 0-6                                 | Éliminatoires Euro 2016             |
| 2                                   | 12 octobre 2015                     | Stade LFF, Vilnius, Lituanie                  | Lituanie                            | 0-1                                 | 0-3                                 | Éliminatoires Euro 2016             |
| 3                                   | 25 mars 2019                        | Podgorica City Stadium, Podgorica, Monténégro | Monténégro                          | 1-2                                 | 1-5                                 | Éliminatoires Euro 2020             |
| 4                                   | 25 mars 2019                        | Podgorica City Stadium, Podgorica, Monténégro | Monténégro                          | 1-3                                 | 1-5                                 | Éliminatoires Euro 2020             |

## Palmarès

### En club
- Chelsea FC
  - Vainqueur de la Ligue Europa en 2019.
  - Vainqueur de la Coupe du monde des clubs en 2021
  - Vainqueur de la Coupe d'Angleterre 2018
  - Finaliste de la Coupe de la Ligue anglaise en 2019.
  - Finaliste de la Coupe d'Angleterre en 2020.

### En sélection
- Angleterre -17 ans
  - Vainqueur du Championnat d'Europe en 2010.

### Distinction individuelle
- Membre de l'équipe-type du Championnat d'Europe des moins de 17 ans en 2010[29]